# Phổ Trang
Phổ Trang (chữ Hán: 溥莊; 15 tháng 6 năm 1830 – 13 tháng 5 năm 1872), Ái Tân Giác La, là một Tông thất của nhà Thanh trong lịch sử Trung Quốc.

## Cuộc đời
Phổ Trang sinh vào giờ Tỵ, ngày 25 tháng 4 (âm lịch) năm Đạo Quang thứ 10 (1830), trong gia tộc Ái Tân Giác La. Ông là con trai trưởng của Thành Cung Quận vương Tái Duệ, mẹ ông là Trắc Phúc tấn Quách Giai thị (郭佳氏). Năm Hàm Phong thứ 4 (1854), tháng 12, ông nhậm chức Nhị đẳng Thị vệ. Năm thứ 7 (1857), tháng 12, ông được phong tước Tam đẳng Trấn quốc Tướng quân (三等鎮國將軍), được phép vào Càn Thanh môn hành tẩu. Năm thứ 9 (1859), tháng 8, phụ thân ông qua đời, ông được tập tước Thành Thân vương đời thứ 5, nhưng vì Thành vương phủ không phải thừa kế võng thế, nên ông chỉ được phong làm Bối lặc, thưởng Tam nhãn Hoa linh. Sau đó ông được thăng làm Ngự tiền đại thần. Tháng 11 cùng năm, quản lý Tổng tộc trưởng của Chính Hoàng kỳ. Năm thứ 10 (1860), tháng giêng, ông được gia ân hàm Quận vương. Năm Đồng Trị nguyên niên (1862), tháng 7, phái Chính tiến lục ban (正進六班). Năm thứ 5 (1866), tháng 12, thụ chức Tiền dẫn đại thần (前引大臣). Năm thứ 11 (1872), ngày 7 tháng 4 (âm lịch), giờ Mẹo, ông qua đời, thọ 43 tuổi.

## Gia quyến

### Thê thiếp
- Đích Phu nhân: Trương Giai thị (張佳氏), con gái của Dung Chiếu (容照).
- Thứ thiếp: Vương thị (王氏).

### Hậu duệ

#### Con trai
1. Dục Phu (毓孚; 1856 – 1856), mẹ là Đích Phu nhân Trương Giai thị. Chết yểu.
2. Dục Chương (毓章; 1857 – 1871), mẹ là Đích Phu nhân Trương Giai thị. Chết trẻ.
3. Dục Đoan (毓端; 1858 – 1859), mẹ là Đích Phu nhân Trương Giai thị. Chết yểu.

#### Con thừa tự
1. Dục Thu (毓橚; 1858 – 1918), là con trai trưởng của Nhàn tản Tông thất Phổ Trăn (溥蓁) – em trai thứ bảy của Phổ Trang. Năm 1872 được cho làm con thừa tự, được tập tước Thành Thân vương (成親王) và được phong Bối tử (貝子). Có tám con trai.